# Age of Woe
Age of Woe är ett band från Göteborg som bildades hösten 2010. Deras musik verkar i gränslandet mellan punk och metal, med influenser av death, doom, sludge och hardcore.
2013 släppte bandet sitt första fullängdsalbum, Inhumanform, som var uppföljaren till 2011 års självbetitlade EP. Albumet spelades in tillsammans med Lennart Östlund från Polar Studios (Led Zeppelin, Candlemass etc) och mastrades hos AudioSiege (Sleep, High on Fire, OFF!, Tragedy, From Ashes Rise etc).
I oktober 2016 släpptes deras andra fullängdsalbum An Ill Wind Blowing på War Anthem Records. 

## Medlemmar
Nuvarande medlemmar
- Sonny Stark – sång (2010– )
- Björn Pettersson – gitarr (2014– )
- Keijo Niimimaa – gitarr (2019– )
- André Robsahm – basgitarr (2013– )
- Sven Lindsten – trummor (2013– )

Tidigare medlemmar
- Carlos Ibarra "Gonzo Incognito" – gitarr (2010–2019)
- Martin Brzezinski – gitarr (2010–2014)
- Anders Pålsson – basgitarr, bakgrundssång
- David Flood – trummor (2012–2013)
- Markus Bolechowski-Franklin – trummor (?–2012)

Turnerande medlemmar
- Gyða (Gyða Hrund Þorvaldsdóttir) – gitarr
- David Flood – trummor (2012)

## Diskografi
Studioalbum
- Inhumanform (2013, Suicide Records (vinyl), Give Praise Records (cd))
- An Ill Wind Blowing (2016, War Anthem Records)

EP
- Age of Woe (2011, Pivotal Rockordings)

Annat
- An Age of Woe That Last For 100 Years (2015, Suicide Records & Give Praise Records) (delad 7" vinyl: Age of Woe / 100 Years)